# Boyd Anderson Tackett
Boyd Anderson Tackett (* 9. Mai 1911 bei Black Springs,  Montgomery County, Arkansas; † 23. Februar 1985 in Nashville, Arkansas) war ein US-amerikanischer Politiker. Zwischen 1949 und 1953 vertrat er den vierten Wahlbezirk des Bundesstaates Arkansas im US-Repräsentantenhaus.

## Werdegang
Schon in jungen Jahren zog Boyd Tackett mit seinen Eltern nach Glenwood im Pike County. Dort besuchte er die öffentlichen Schulen. Zwischen 1930 und 1932 studierte Tackett am Arkansas Polytechnic College in Russellville; in den Jahren 1932 und 1933 besuchte er das Ouachita College in Arkadelphia. Tackett beendete seine Studienzeit mit einem Jurastudium an der University of Arkansas in Fayetteville.
Nach seiner im Jahr 1935 erfolgten Zulassung als Rechtsanwalt begann er in Glenwood, Murfreesboro und Nashville (Arkansas) in seinem neuen Beruf zu praktizieren. Politisch schloss sich Tackett der Demokratischen Partei an. Zwischen 1937 und 1941 war er Abgeordneter im Repräsentantenhaus von Arkansas. Im Januar 1941 wurde er Staatsanwalt im neunten Gerichtsbezirk von Arkansas. Dieses Amt bekleidete er bis zum Oktober 1943. Zu diesem Zeitpunkt wurde er Mitglied der US-Armee. Bis zum November 1944 nahm er in einer Nachrichteneinheit am Zweiten Weltkrieg teil.
Nach seiner Militärzeit arbeitete Tackett zunächst wieder als Rechtsanwalt in Nashville. Zwischen 1945 und 1948 war er Polizeichef (Police Commissioner) in Little Rock. Bei den Kongresswahlen des 1948 wurde er in das US-Repräsentantenhaus gewählt, wo er am 3. Januar 1949 William Fadjo Cravens ablöste. Nach einer Wiederwahl im Jahr 1952 konnte er bis zum 3. Januar 1953 zwei Legislaturperioden im Kongress absolvieren. Im Jahr 1952 verzichtete er auf eine weitere Kandidatur. Stattdessen bewarb er sich erfolglos innerhalb seiner Partei um die Nominierung für die Gouverneurswahlen.
Nach seinem Ausscheiden aus dem Kongress zog sich Tackett aus der Politik zurück und arbeitete als Anwalt in Texarkana. Im Jahr 1980 setzte er sich zur Ruhe. Seit 1983 lebte er wieder in Nashville, wo er 1985 auch verstarb.